# Грипенберг, Себастиан
Одерт Себастиан Грипенберг (8 марта 1850, Куркийоки — 12 июня 1925, Хельсинки) — финский архитектор, сенатор и банкир. Брат политика Александры Грипенберг, отец балерины Мэгги Грипенберг.

## Биография
Родился в аристократической семье.
Грипенберг сначала получил военную подготовку в соответствии с традициями семьи военного, а также получил военное инженерное образование в Санкт-Петербурге, но не интересовался военной карьерой и изучал архитектуру сначала в Политехнической школе Хельсинки, а затем в Австрии. Сначала он работал частным архитектором с 1879 по 1908 год, но позже стал генеральным директором Главного управления общественных зданий (1887–1904).
В 1888 спроектировал здание Общества финской литературы в Хельсинки. Им же построена Лицейская гимназия Йювяскюля и ряд других общественных зданий.

## Галерея

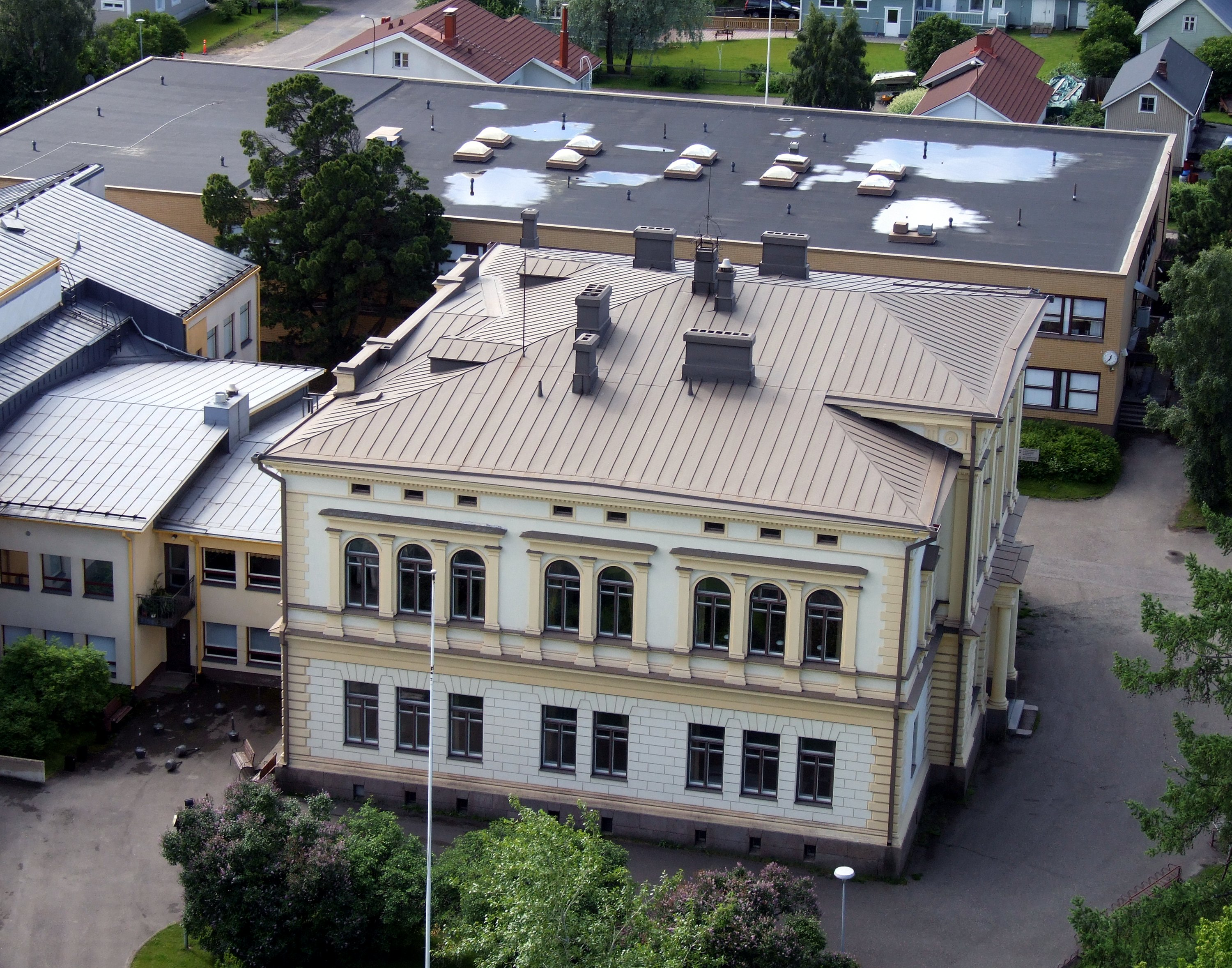
Школа коммерции в Раахе.
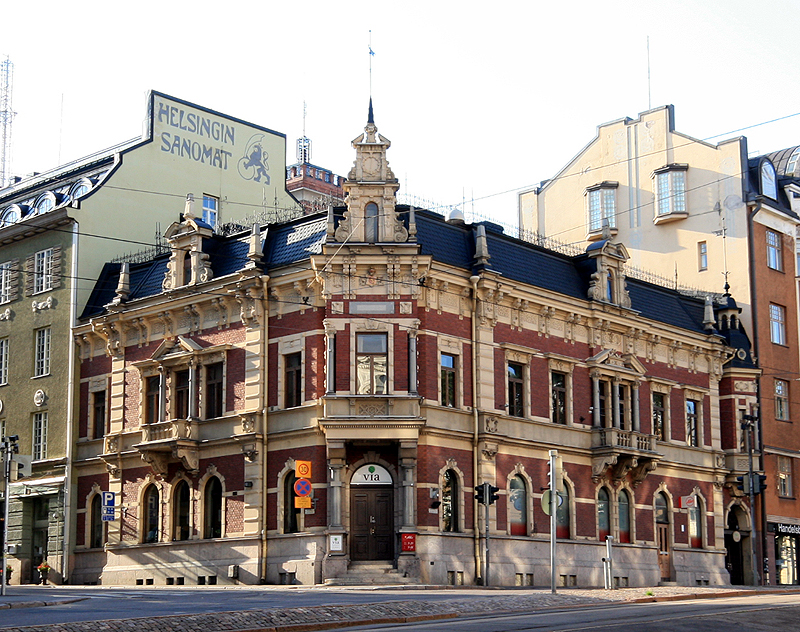
Здание по адресу Ludviginkatu 10 / Erottajankatu 13, Хельсинки.
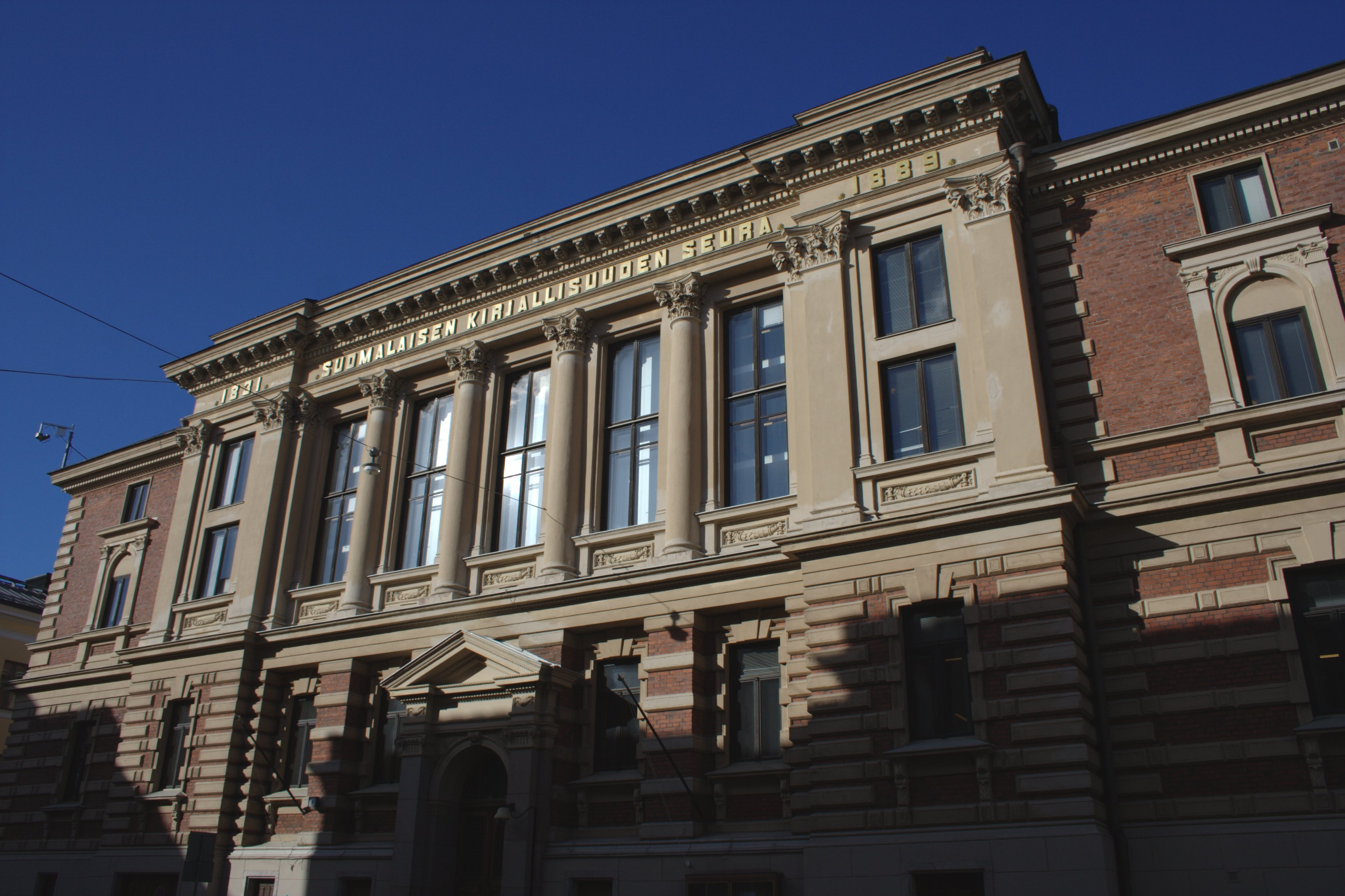
Здание Общества финской литературы, Хельсинки.
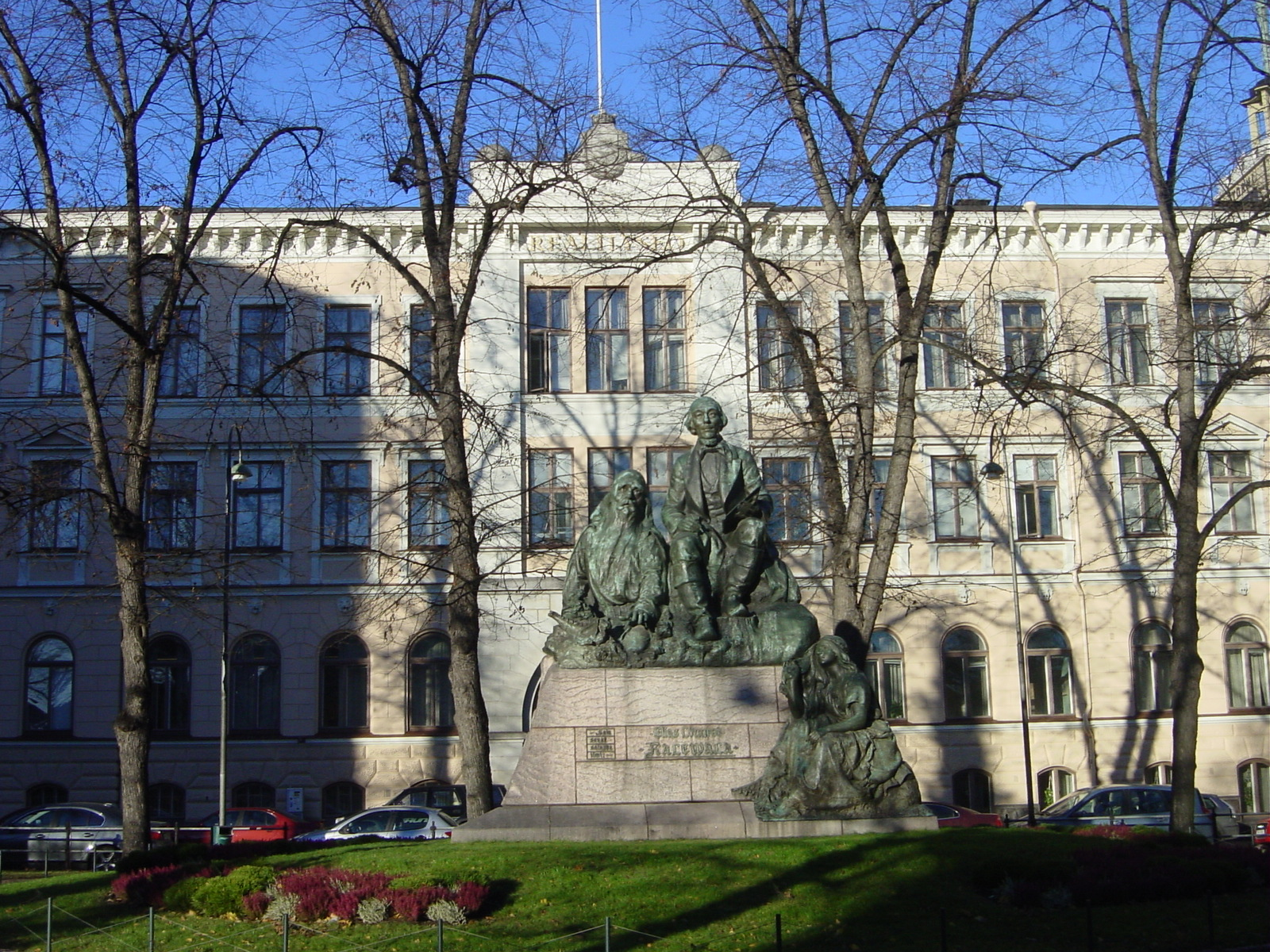
Лицей Рессу[англ.].
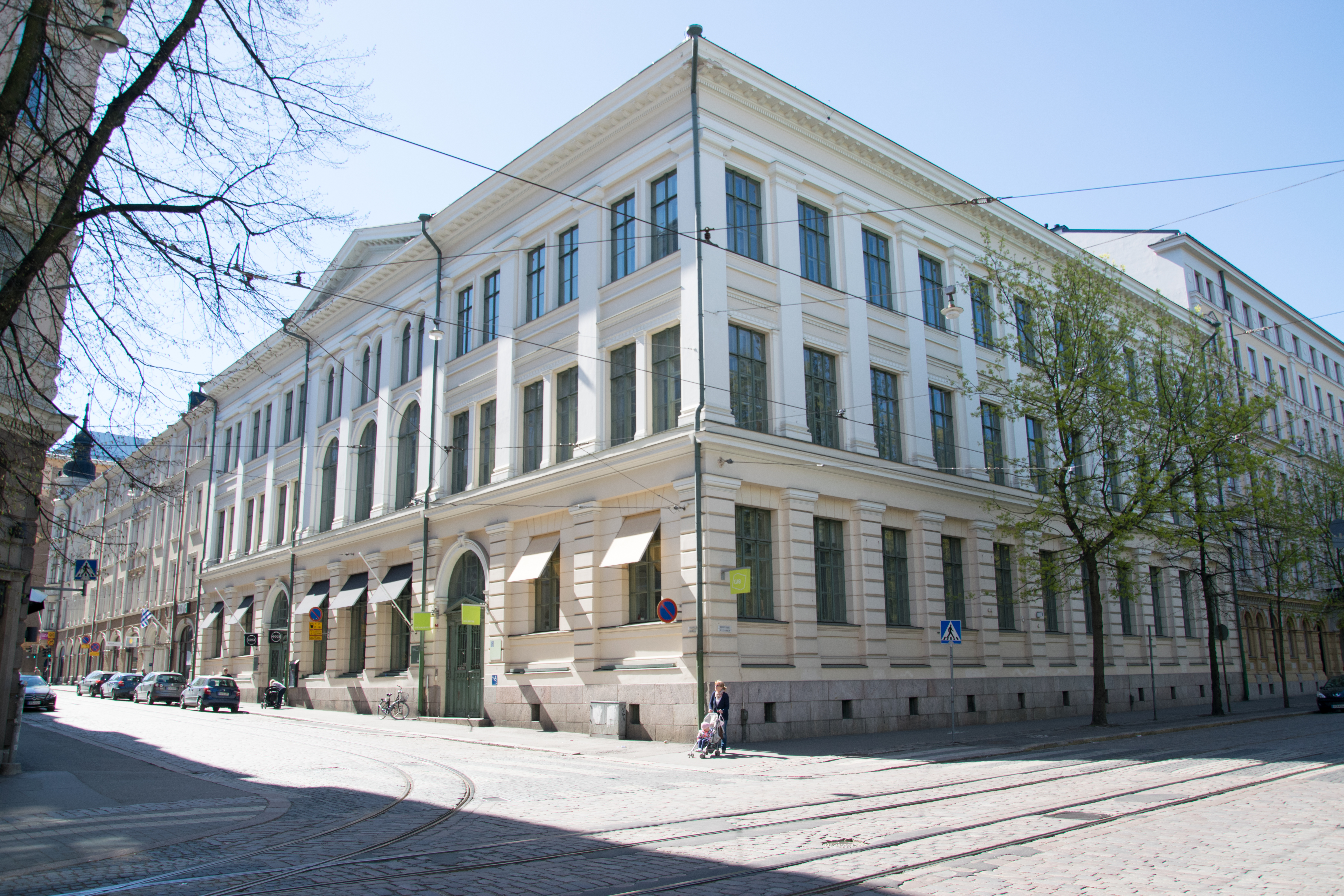
Salle des fêtes в Камппи.
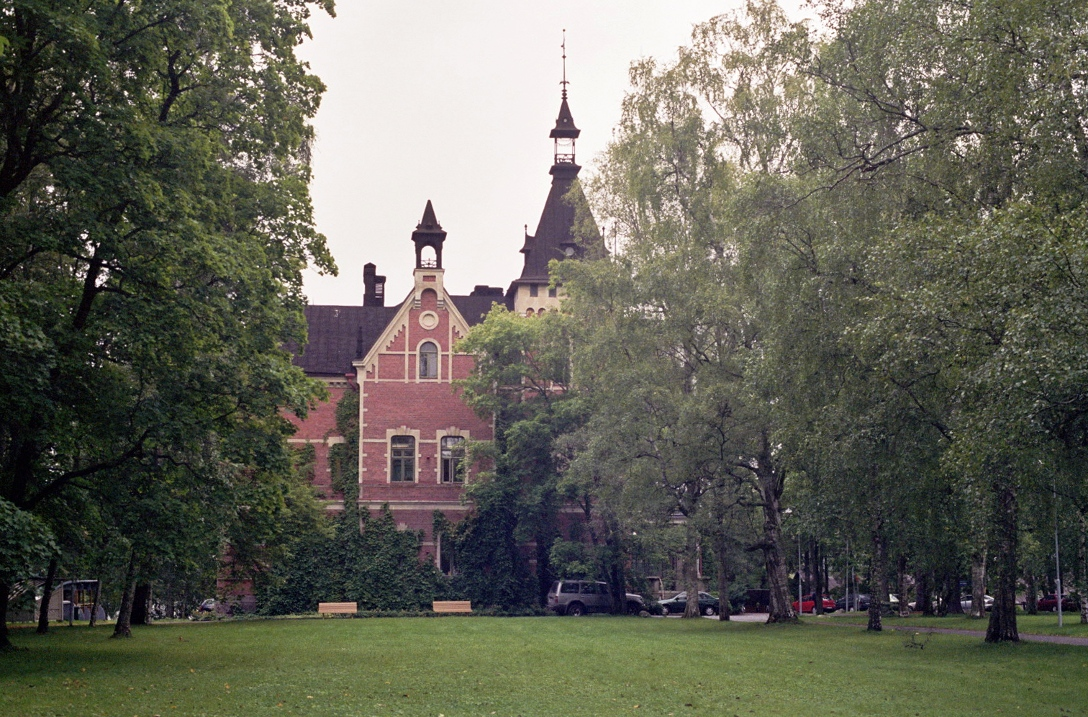
Вилла Идман в Тампере.
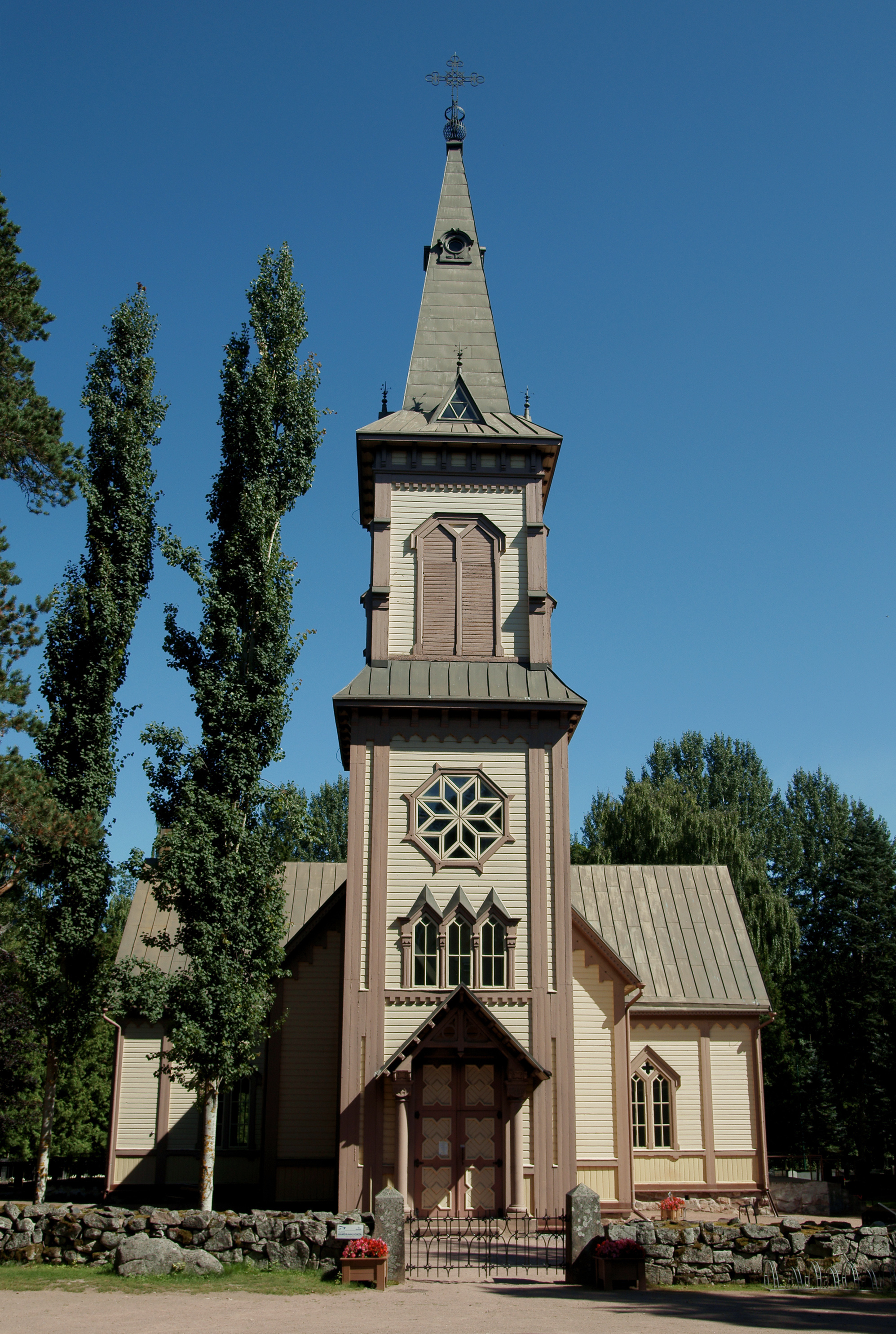
Église de Köyliö.